# Габорик, Мариан
Мариан Габорик (словац. Marián Gáborík; род. 14 февраля 1982, Тренчин, Западно-Словацкий край) — словацкий хоккеист. Обладатель Кубка Стэнли 2014 года в составе «Лос-Анджелес Кингз».

## Карьера хоккеиста

### Клубная
Мариан Габорик — воспитанник хоккейного клуба «Дукла» (Тренчин), в котором он и начал профессиональную карьеру, сразу же проявив бомбардирский талант: в дебютном сезоне за 50 матчей в экстралиге Габорик набрал 46 очков (25+21). По окончании первенства Словакии (летом 2000 г.) Габорик был выбран в 1 раунде драфта НХЛ под общим 3 номером командой «Миннесота Уайлд».
В первом же сезоне за «дикарей» Габорик подтвердил свой высокий класс, набрав 36 очков в регулярном чемпионате. В следующем сезоне Габорик удвоил этот показатель, записав на свой счёт 67 очков и сделав заодно первый хет-трик в заокеанской карьере. Успехи словацкого нападающего не остались незамеченными — в феврале 2003 г. он принял участие в матче всех звезд в составе команды Запада. Габорик отметился заброшенной шайбой и выиграл конкурс на скорость катания — забег по периметру площадки (13,713 секунд).
Во время локаута Габорик играл за Дуклу и шведский «Ферьестад», после чего вернулся в «Миннесоту».
20 декабря 2007 года в матче регулярного чемпионата против «Нью-Йорк Рейнджерс» Габорик набрал 6 очков, забив пять шайб и отдав одну результативную передачу. Таким образом, он стал 43-м игроком в истории НХЛ, кто забрасывал 5 и более шайб в одном матче, и первым, кому это удалось сделать в XXI веке. Всего за сезон 2007/08 Габорик набрал 83 очка и во второй раз сыграл в матче всех звезд НХЛ.
В следующем сезоне злую шутку с Габориком сыграла подверженность травмам: из-за проблем со старой травмой паха, которая вынудила его лечь на операционный стол, словацкий форвард «дикарей» провёл лишь 17 игр, но, несмотря на далекие от идеальных физические кондиции, набрал в них 23 очка.

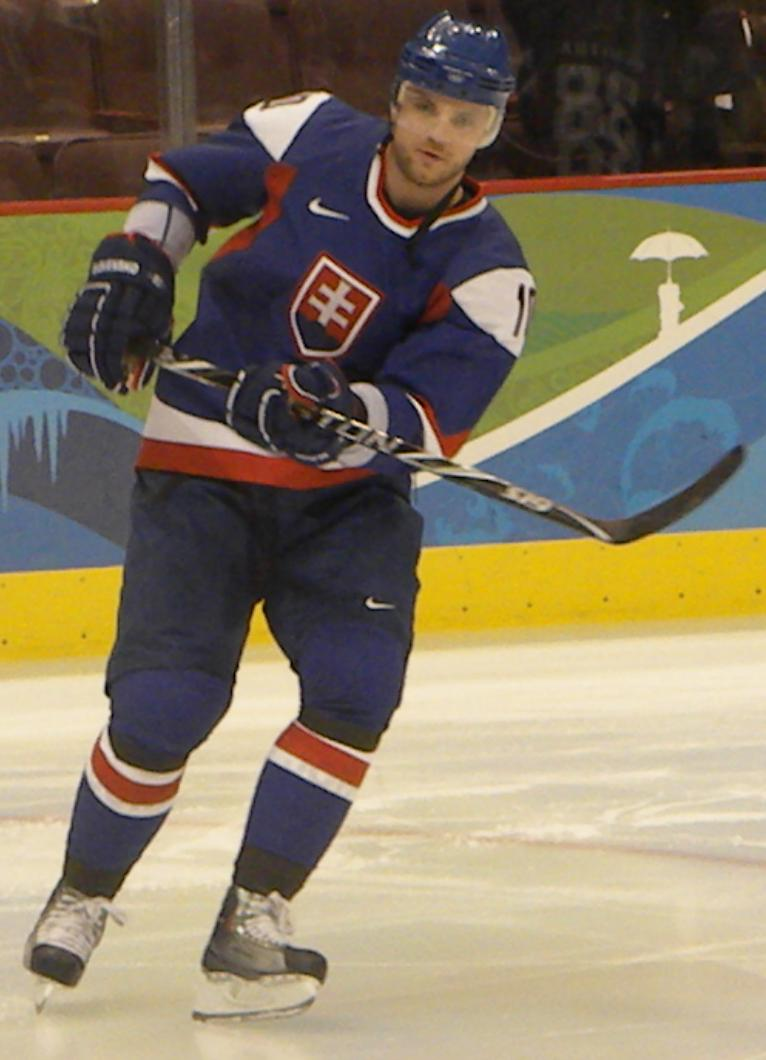
ОИ-2010, групповой этап. Мариан Габорик на разминке перед игрой со сборной Чехии.

По окончании сезона Габорик, не сумев договориться с руководством «Миннесоты» о заключении нового контракта, перешёл в «Нью-Йорк Рейнджерс». За восемь лет в составе «Миннесоты Уайлд» Габорик стал любимцем болельщиков клуба; он занимает первое место в списке лучших бомбардиров «Миннесоты» за всю историю, намного опережая всех остальных преследователей.
По условиям соглашения с «рейнджерами», к которым Габорик присоединился на правах свободного агента, он проведёт в составе своего нового клуба 5 лет, получая $ 7,5 млн в год.
В сезоне 2012/2013 Габорик перешёл в «Коламбус Блю Джекетс» как часть сделки по обмену Рика Нэша в «Рейнджерс».
В последний день обменов сезона 2013/2014 руководство «Коламбуса» обменяло Габорика в «Лос-Анджелес Кингз». В составе «королей» он выиграл Кубок Стэнли в этом же году, став лучшим снайпером плей-офф с 14 шайбами. По окончании сезона Мариан Габорик подписал новый контракт с «Кингз» на 7 лет.
13 февраля 2018 года, вместе с Ником Шором, был обменян в «Оттаву Сенаторз» на Диона Фанёфа и Нэйта Томпсона. В первом же матче за новую команду против «Баффало Сейбрз» набрал 2 очка (1+1), играя в звене с Дюшеном и Хоффманом. 5 апреля 2018 года перенёс операцию на спине, после чего был помещён в долгосрочный список травмированных и полностью пропустил сезон 2018/19.

### Карьера в сборной
Выступления за сборную Габорик начал с молодёжной команды (не старше 20 лет), с которой выиграл бронзовую медаль чемпионата мира 1999 г. За главную сборную Словакии Габорик играет с 2001 г.; на чемпионатах мира и Олимпийских играх он провёл 48 матчей и набрал 39 очков (23+16).
Турниры, в которых принимал участие Мариан Габорик:
- Олимпийские игры: 2006, 2010
- Чемпионат мира: 2001, 2004, 2005, 2007, 2011
- Кубок мира: 2004

## Достижения
- 1999 — Бронзовый призёр Юниорского чемпионата мира
- 1999 — Бронзовый призёр Молодёжного чемпионата мира
- 2003, 2008, 2012 — Участник Матча всех звёзд НХЛ
- 2012 — MVP Матча всех звёзд
- 2014 — Обладатель Кубка Стэнли в составе Лос-Анджелес Кингз

## Статистика
| Легенда | Легенда                    | Легенда | Легенда                   | Легенда | Легенда    |
| ------- | -------------------------- | ------- | ------------------------- | ------- | ---------- |
| И       | Количество проведённых игр | Штр     | Штрафное время            | +/−     | Плюс-минус |
| Г       | Голы                       | П       | Голевые передачи          | О       | Очки       |
| -       | Статистика неизвестна      | —       | Статистика не учитывалась |         |            |